# Bitoma rufithorax
Bitoma rufithorax es una especie de coleóptero de la familia Zopheridae.

## Distribución geográfica
Habita en el Cáucaso.